# Nova Navarra
La Nova Navarra o la Nova Andalusia (en castellà: Nueva Navarra) era una de les divisions administratives del virregnat de la Nova Espanya que abastava els actuals estats mexicans de Sinaloa i Sonora. Estava format per tres províncies majors, que abastaven la Província de Cinaloa (actual estat mexicà de Sinaloa) i la Província de Sonora (actual estat mexicà de Sonora).
La seva conquesta va tenir lloc el 1531, amb l'arribada de Nuño Beltrán de Guzmán i la fundació de San Miguel. Aquesta expedició no va crear assentaments permanents, que s'iniciarien el 1565 amb l'ocupació del territori pels miners bascos liderats per Francisco de Ibarra des de la Nova Biscaia. Fins a aquest moment, és a dir, entre el 1564 i el 1565, la totalitat de la costa oest va ser considerada part de la Nova Galícia. Els seus governadors una vegada assentats a El Parral el 1632, van nomenar un tinent per a representar-los a les províncies costaneres, a les quals consideraven legítimes zones d'influència. D'aquesta manera es va produir una situació anòmala quan, a principis del segle xvii el virrei de la Nova Espanya va nomenar Diego Martínez de Hurdiales com a encarregat d'assumptes militars de la frontera nord-oest. Com a capitans del presidi de Sinaloa, Martínez i els seus successors, nomenats des de Mèxic, treballaven com a governadors de la regió nord de Culiacán i fins i tot van usar freqüentment el títol de Governador. Llavors va començar un conflicte similar al del sud, quan els capitans dels presidis de San Sebastián i Mazatlán van ser nomenats des de Mèxic. El 1693, les províncies de Sinaloa i Sonora van tenir comandants militars separats, cadascun amb el títol de Governador, però ambdós van estar com subordinats al Governador de la Nova Biscaia. La unitat de govern de Sonora i Sinaloa o la Nova Narrava, i nomenada de vegades com a Nova Andalusia, va ser organitzada segons el que s'estableix en la Reial cèdula del 14 de març de 1732.